# 샘 워너메이커
샘 워너메이커(Sam Wanamaker, 1919년 6월 14일 ~ 1993년 12월 18일)는 미국의 배우이자 영화 감독이다.

## 출연 작품
- 프록터의 행운

## 서훈
- 1993년 7월 명예 대영 제국 훈장 3등급(CBE) 수훈[주 1]

## 주해
1. ↑  외국인을 대상으로 하는 정원외 명예 훈장이다